# Escuelas Públicas del Condado de Orange

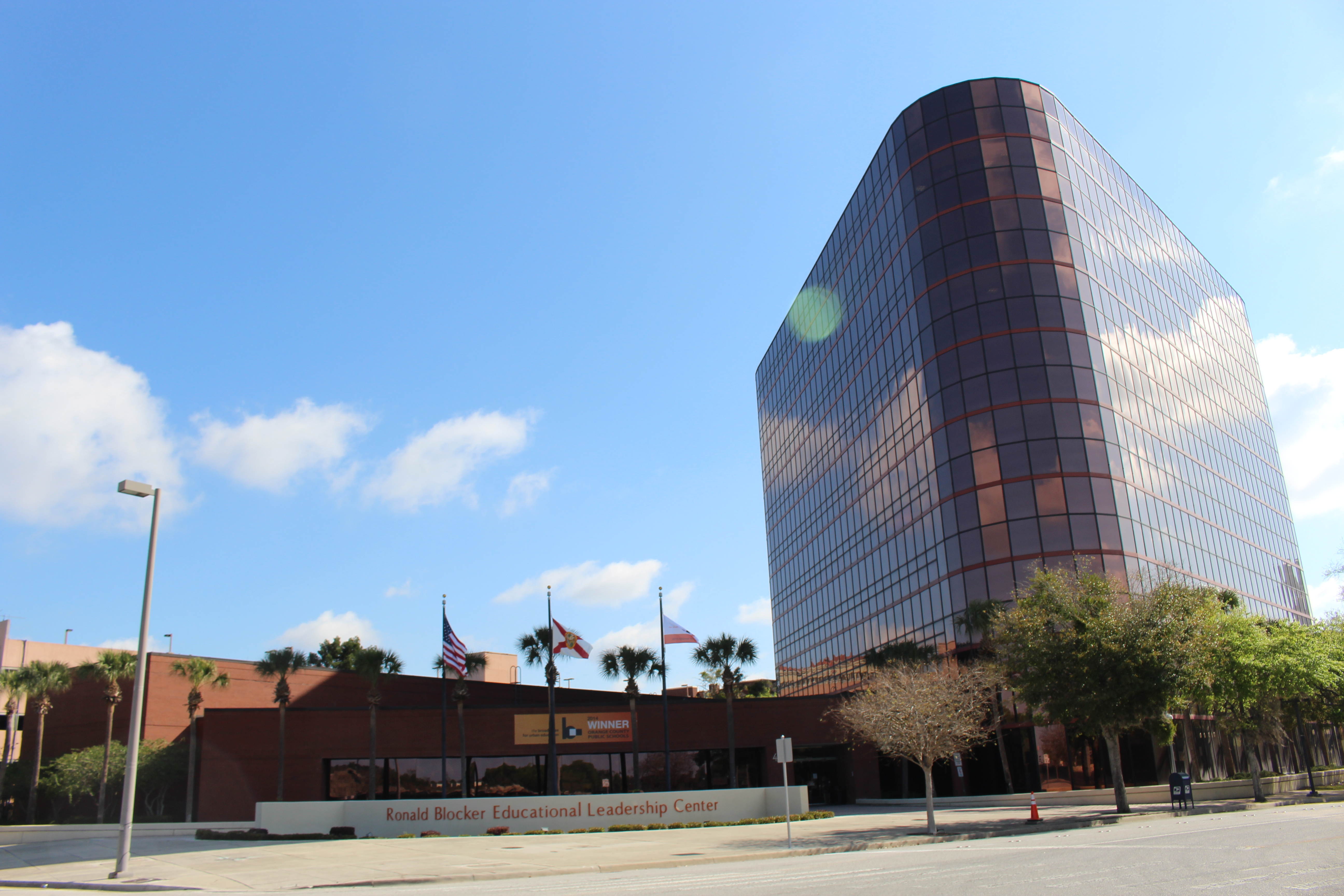
El Centro de Liderazgo Educacional Ronald Blocker, la sede administrativa de OCPS

Las Escuelas Públicas del Condado de Orange (Orange County Public Schools o OCPS) es un distrito escolar del Condado de Orange, Florida. Tiene su sede en el Centro de Liderazgo Educacional Ronald Blocker (Ronald Blocker Educational Leadership Center) en Orlando.
El consejo escolar del distrito tiene siete miembros. El distrito gestiona 180 escuelas, incluyendo 120 escuelas primarias, 34 escuelas medias, 3 escuelas K-8, 19 escuelas preparatorias y 4 escuelas "exceptional." Es el undécimo distrito escolar más grande de los Estados Unidos con más de 175.000 estudiantes matriculados en el sistema escolar.